# Alberto Barberis (calciatore)
Alberto Barberis (Torino, 31 luglio 1887 – Milano, 18 giugno 1920) è stato un calciatore italiano, di ruolo attaccante.

## Carriera
Alberto Barberis fu uno dei primi giocatori della Juventus. Fu uno dei protagonisti del primo scudetto juventino nel 1905.
Studente prima al ginnasio D'Azeglio, si iscrisse alla facoltà di giurisprudenza dell'università di Torino nel 1904, laureandosi il 23 novembre 1910. Per sostenersi agli studi lavorò presso la ditta di Alfred Dick, presidente della Juventus dal 1905 al 1906. Quando Dick, esautorato dalla presidenza, decise di fondare il Torino, gli propose di seguirlo nel nuovo club. A causa del suo diniego al trasferimento venne licenziato dall'imprenditore svizzero.
Partecipò alla Grande guerra in qualità di sottotenente di complemento dei Granatieri. Grazie alla sua passione per il volo, il 13 ottobre 1917 venne comandato al deposito di aviazione di Torino est del battaglione aviatori. Dall'11 marzo 1918 fu pilota della 1ª Squadriglia navale S.A. Il 21 agosto 1918, alla guida di un SIA 9B, portò a termine con Gabriele D'Annunzio la beffa di Pola.
Morì a causa di un incidente aereo.

## Statistiche

### Presenze e reti nei club
| Stagione  | Club     | Campionato | Campionato | Campionato | Campionato |
| Stagione  | Club     | Comp       | Pres       | Reti       |            |
| --------- | -------- | ---------- | ---------- | ---------- | ---------- |
| 1900      | Juventus | CI         | 1          | 0          |            |
| 1901      | Juventus | CI         | 2          | 0          |            |
| 1902      | Juventus | CI         | 3          | 0          |            |
| 1902-1903 | Juventus | CI         | 2          | 0          |            |
| 1903-1904 | Juventus | PC         | 1          | 0          |            |
| 1904-1905 | Juventus | PC         | 4          | 0          |            |
| 1905-1906 | Juventus | PC         | 0          | 0          |            |
| 1906-1907 | Juventus | PC         | 2          | 0          |            |
| 1907-1908 | Juventus | CIPC       | 0          | 0          |            |
| 1908-1909 | Juventus | CFPC       | 3          | 0          |            |
| 1909-1910 | Juventus | PC         | 3          | 0          |            |
| 1910-1911 | Juventus | PC         | 0          | 0          |            |
| 1911-1912 | Juventus | PC         | 4          | 0          |            |
| Totale    | Totale   | Totale     | 25         | 0          |            |

## Palmarès

### Calciatore

#### Club

##### Competizioni nazionali
- Campionato italiano: 1

Juventus: 1905